# Lukavac (okręg rasiński)
Lukavac (cyr. Лукавац) – wieś w Serbii, w okręgu rasińskim, w mieście Kruševac. W 2011 roku liczyła 269 mieszkańców.